# Глубоководные животные

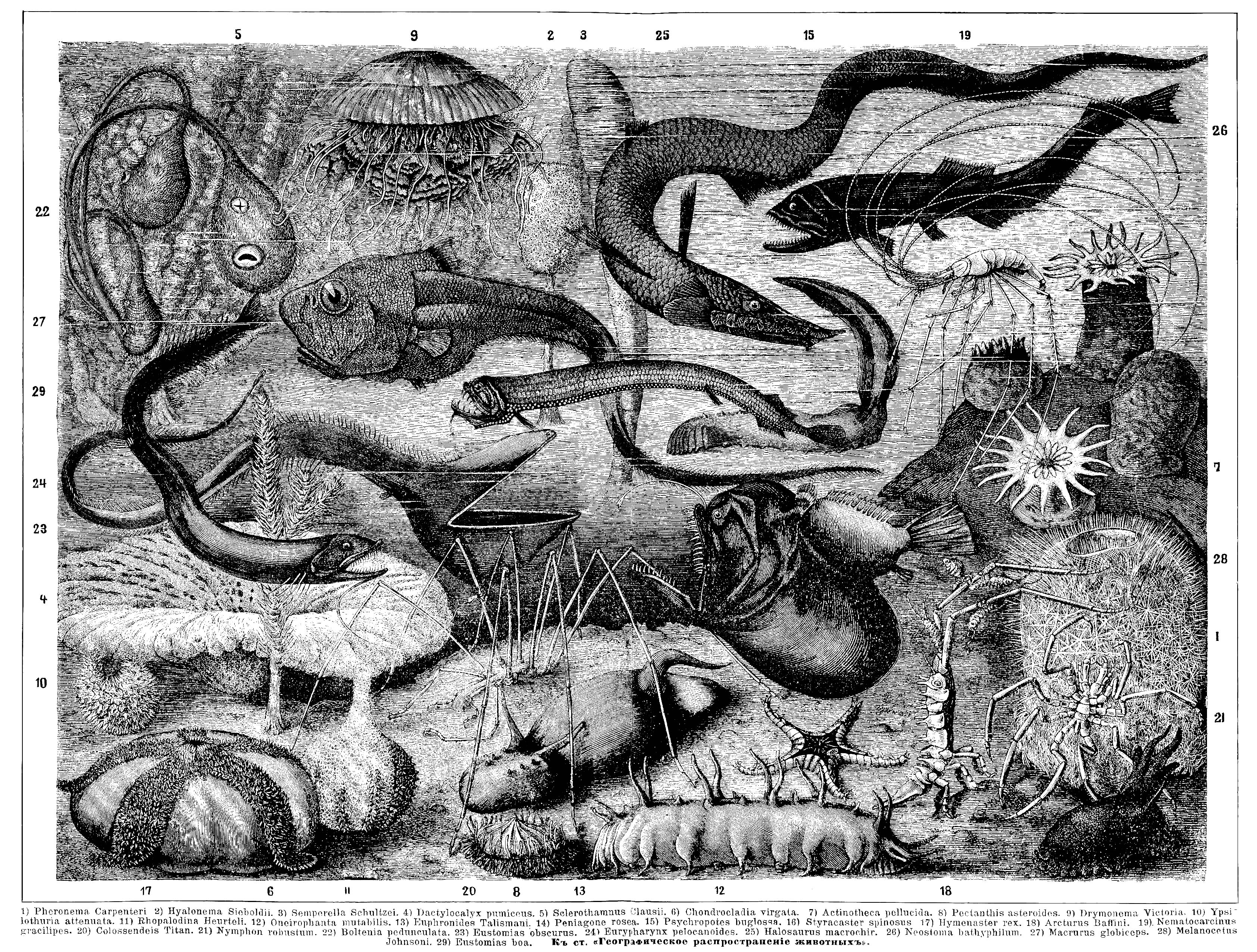
Глубоководные животные

Глубоководные животные — обитатели Мирового океана, живущие на глубине более 200 метров. Глубоководную фауну подразделяют по местам обитания: склоны, ложе океана и океанические желоба.
На больших глубинах особые условия жизни: высокое давление, отсутствие освещения, низкая температура (примерно 2—4 °C), нехватка пищи, дно, как правило, покрыто илом. Основная часть питательных веществ поступает сверху — это органо-минеральные частицы («морской снег»), а также останки животных («дождь трупов»).
Глубоководные животные являются детритофагами или хищниками. Окружающая среда повлияла на строение глубоководных животных. У некоторых организмов очень хорошо развиты органы зрения, другие же являются слепыми. У животных, обитающих на дне, развиты приспособления для перемещения по илу: длинные конечности-ходули, иглы или плоская форма тела. Среди глубоководного планктона большое количество прозрачных форм. Многие глубоководные животные используют биолюминесценцию для освещения, для привлечения добычи (церациевидные), для камуфляжа, а также для отпугивания или отвлечения хищников.
Среди глубоководных животных больше всего распространены иглокожие, ракообразные, моллюски и многощетинковые черви.